# Sega 32X
Sega 32X – dodatek do konsoli Sega Mega Drive. 32X, znany też pod kryptonimem „Project Mars”, został zaprojektowany aby zwiększyć moc konsoli Mega Drive jako przejściowa forma przed wydaniem 32-bitowej konsoli Sega Saturn. Niezależnie od Mega Drive, 32X używa własnych kartridżów ROM i posiada własną bibliotekę gier. Był dystrybuowany pod nazwą Super 32X (ス ー パ ー 32X?) w Japonii, Sega Genesis 32X w Ameryce Północnej, Sega Mega Drive 32X w regionie PAL i Sega Mega 32X w Brazylii.
Zaprezentowany przez firmę Sega w czerwcu 1994 roku podczas targów Consumer Electronics Show, 32X został przedstawiony jako tania opcja dla konsumentów, którzy chcą grać w 32-bitowe gry. Opracowany został w odpowiedzi na konsolę Atari Jaguar i z obawy, że Saturn nie trafi na rynek pod koniec 1994 roku. Joe Miller z Sega of America wraz z jego zespołem, stworzyli dodatek do konsoli, który zwiększał jej wydajność. Ostateczny projekt zawierał dwa 32-bitowe procesory centralne i procesor graficzny 3D. Aby wprowadzić nowy dodatek na rynek przed jego planowanym terminem wydania w listopadzie 1994 roku, rozwój nowego systemu i jego gry były tworzone w pośpiechu. Nie udało się przyciągnąć firm produkujących gry komputerowe i konsumentów z powodu zapowiedzi wydania Sega Saturn w Japonii. Sega spieszyła się z wydaniem 32X na rynek, przez co twórcy mieli niewiele czasu na przygotowanie biblioteki gier. Powstało tylko 40 tytułów, które nie w pełni wykorzystywały dodatek. Po obniżce cen w 1995 roku, sprzedaż spadła i w 1996 roku Sega skupiła się na Saturnie. Szacuje się, że sprzedano ok. 200 tys. sztuk tego urządzenia. W Polsce przystawkę wydało przedsiębiorstwo Bobmark International w 1995.
32X jest uważany za komercyjną porażkę. Gracze tuż po premierze dodatku przyjęli sprzęt pozytywnie, podkreślając niską cenę rozbudowy systemu. Jednak z upływem czasu opinie się zmieniły – redaktorzy serwisów o grach negatywnie ocenili niewielką liczbę dostępnych gier, słabe wyniki sprzedaży i złą politykę marketingową firmy.